# پائولو فوتری
پائولو فوتری (انگلیسی: Paulo Futre؛ زادهٔ ۲۸ فوریهٔ ۱۹۶۶) یک بازیکن فوتبال اهل پرتغال است.
از باشگاه‌هایی که در آن بازی کرده‌است می‌توان به اسپورتینگ لیسبون، پورتو، وستهام یونایتد، المپیک مارسی، و آ.ث. میلان، بنفیکا، اتلتیکو مادرید و باشگاه فوتبال یوکوهاما مارینوس اشاره کرد.
وی همچنین در تیم ملی فوتبال پرتغال بازی کرده است.